# Arthroleptis stridens
Arthroleptis stridens es una especie de anfibio anuro de la familia Arthroleptidae.

## Distribución geográfica
Esta especie es endémica de Tanzania. Habita en la Reserva Forestal de Kambai y en la Reserva Forestal de Longuza a 300 m de altitud al pie de las montañas de Usambara.

## Publicación original
- Pickersgill, 2007 : Frog Search. Results of Expeditions to Southern and Eastern Africa from 1993-1999. Frankfurt Contributions to Natural History, vol. 28, p. 1-575.[5]